# جايسون غرابوسكي
جايسون غرابوسكي (بالإنجليزية: Jason Grabowski)‏ هو لاعب كرة قاعدة أمريكي، ولد في 24 مايو 1976 في نيو هيفن في الولايات المتحدة.

## وصلات خارجية
- جايسون غرابوسكي على موقع الدوري الياباني لكرة القاعدة (الإنجليزية)
- جايسون غرابوسكي على موقعبيزبول رفرنس.كوم (الدوري الرئيسي) (الإنجليزية)
- جايسون غرابوسكي على موقعبيزبول رفرنس.كوم (الدوري الثانوي) (الإنجليزية)
- جايسون غرابوسكي على موقع مشجعي الرسوم البيانية (الإنجليزية)